# Caishi, Anhui
Caishi (kinesiska: 采石) är ett stadsdelsdistrikt i östra Kina. Det ligger i stadsdistriktet Yushan i staden Ma'anshan i provinsen Anhui, omkring 110 kilometer öster om provinshuvudstaden Hefei. Antalet invånare är 7 386. Befolkningen består av 3 641 kvinnor och 3 745 män. Barn under 15 år utgör 11,0 %, vuxna 15-64 år 73 %, och äldre över 65 år 15,0 %.